# 1996년 태풍
1996년에는 2월 29일에 제1호 열대저기압이 발생한 것을 시작으로, 연말까지 총 26개의 태풍이 발생하였다. 평균적으로 1년 동안 태풍 발생 개수가 26.7개인 것과 비교하면 비슷한 수치이다. 그리고 1999년까지는 미국 합동태풍경보센터에서 이름을 지었기 때문에, SSHS로 열대저기압인것은 이름을 붙이지 않았다.

## 통계
이 문서에서는 1996년에 발생한 태풍들의 활동에 대해 기록하였다.
1996년에는 2월 29일에 제1호 열대저기압이 발생한 것을 시작으로, 연말까지 총 26개의 태풍이 발생하였다. 평균적으로 1년 동안 태풍 발생 개수가 26.7개인 것과 비교하면 비슷한 수치이다.

### 월별 태풍 발생 개수
1996년 기록과 30년 평균 기록의 비교
| -                              | 1월       | 2월       | 3월       | 4월       | 5월       | 6월       | 7월       | 8월        | 9월        | 10월       | 11월       | 12월       |
| ------------------------------ | --------- | --------- | --------- | --------- | --------- | --------- | --------- | ---------- | ---------- | ---------- | ---------- | ---------- |
| 1996년 (누적)                  | 0 (0)     | 1 (1)     | 0 (1)     | 1 (2)     | 2 (4)     | 0 (4)     | 6 (10)    | 5 (15)     | 6 (21)     | 2 (23)     | 2 (25)     | 1 (26)     |
| 30년 평균 1971년~2000년 (누적) | 0.5 (0.5) | 0.1 (0.6) | 0.4 (1.0) | 0.8 (1.8) | 1.0 (2.8) | 1.7 (4.5) | 4.0 (8.5) | 5.5 (14.0) | 5.0 (19.0) | 3.9 (22.9) | 2.5 (25.4) | 1.3 (26.7) |

## 활동한 태풍

### 제6호 태풍 이브
1996년 태풍중 첫번째로 5등급에 올라간 태풍이다.